# 패시픽 인터넷 익스체인지
패시픽 인터넷 익스체인지(Pacific Internet Exchange, 약칭 PIE)는 미국 샌프란시스코에 있는 데이터 센터 운영 관리 회사이다.
이 회사의 데이터 센터는 데이터 센터 IX에서 25m정도 밖에 안되며 고속회선과 직결되어 있다.
전자게시판 2채널이 PIE의 렌탈 서버를 쓰고 있는 것으로 알려져 있다.